# چیگورودو
چیگورودو (به اسپانیایی: Chigorodó) یک سکونتگاه مسکونی در کلمبیا است که در Urabá Antioquia واقع شده‌است.

## خصوصیات
چیگورودو ۶۰۸ کیلومترمربع مساحت و ۶۰٬۶۶۷ نفر جمعیت دارد و ۳۴ متر بالاتر از سطح دریا واقع شده‌است.